# سمر سلام (2018)
سمر سلام 2018 هو عرض مصارعة محترفة قادِم من فئة الدفع مقابل المشاهدة. يحظى هذا الحدث بشعبية كبيرة وبمشاهدة عالية من مُختلف بقاع العالم. تتكلف شبكة دبليو دبليو إي ببث العرض من خلال تنظيم مباريات بين مصارعين من راو وسماكداون أو حتى مصارعين أحرار (جمع مصارع حٌر). سيتم عرض الحدث يوم 19 أغسطس من عام 2018 في مركز باركليز في بروكلين، ولاية نيويورك. ليكون بالتالي العرض الحادي والثلاثين ضمن سلسلة عروض السمر سلام.

## النتائج
| الرقم                          | المباراة                                       | الشروط | الوقت |
| ------------------------------ | ---------------------------------------------- | --- | ----- |
| 1                              | سيث رولينز هزم دولف زيغلر                      | مباراة فردية ضمن بطولة دبليو دبليو إي القارات                                                                 | 22:00 |
| 2                              | كوفي كينغستون وإكزافيير وودز هزموا هاربر وروان | مباراة فرق علي دبليو دبليو اي سماكداون للفرق                                                                  | 9:45  |
| 3                              | برون سترومان هزم كيفن أوينز                    | مباراة فردية مع امتياز سترومان بحقيبة ماني إن ذا بانك وفي حالة تجريد سترومان نفسه من الأهلية فإنه سيفقد العقد | 1:50  |
| 4                              | شارلوت فلير هزمت كارميلا (ب) و بيكي لينش       | مباراة فردية ضمن بطولة سيدات سماك داون                                                                        | 15:15 |
| 5                              | ساموا جو هزم إيه جيه ستايلز (ب) بالإبطال       | مباراة فردية ضمن بطولة العالم للدبليو دبليو إي للوزن الثقيل                                                   | 22:45 |
| 6                              | ذا ميز هزم دانيال برايان                       | مباراة فردية                                                                                                  | 23:30 |
| 7                              | فين بالور هزم بارون كوربن                      | مباراة فردية                                                                                                  | 1:35  |
| 8                              | شينسكي ناكامورا (ب) هزم جيف هاردي              | مباراة فردية ضمن بطولة دبليو دبليو إي الولايات المتحدة                                                        | 11:00 |
| 9                              | روندا روزي هزمت أليكسا بليس (ب)                | مباراة فردية ضمن بطولة سيدات رو                                                                               | 4:00  |
| 10                             | رومان رينز هزم بروك ليسنر (ب)                  | مباراة فردية ضمن دبليو دبليو إي يونيفرسال                                                                     | 6:10  |
| - (ب) - حامل الحزام قبل النزال |                                                | |       |

### مباريات بطولة سماكداون
|  | نصف النهائي                                | نصف النهائي                                | نصف النهائي    |       |            | النهائي    | النهائي | النهائي |
|  |                                            |                                            |                |       |            |            |         |         |
|  | فرقة سانيتي (ألكسندر وولف وكيليان ديان)    | فرقة سانيتي (ألكسندر وولف وكيليان ديان)    | 7:55           |       |            |            |         |         |
|  | ذا نيو داي (بيغ إي لانغستون وكزافييه وودز) | ذا نيو داي (بيغ إي لانغستون وكزافييه وودز) | Pin            |       |            |            |         |         |
|  |                                            |                                            |                |       | ذا نيو داي | ذا نيو داي | Pin     |         |
|  |                                            | سيازارو وشايمس                             | سيازارو وشايمس | 21:32 |            |            |         |         |
|  | سيازارو وشايمس                             |                                            |                |       |            |            |         |         |
|  | أوسو (جيمي وجاي أوسو)                      |                                            |                |       |            |            |         |         |

## روابط خارجية
- سمر سلام على موقع IMDb (الإنجليزية)
- سمر سلام على موقع كينوبويسك (الروسية)